# Boerhavia gracillima
Boerhavia gracillima är en underblomsväxtart som beskrevs av Anton Heimerl. Boerhavia gracillima ingår i släktet Boerhavia och familjen underblomsväxter. Inga underarter finns listade i Catalogue of Life.